# 世界谷地原生花園
- 北緯38度54分32.2秒 東経140度48分34.9秒 / 北緯38.908944度 東経140.809694度
- 世界谷地原生花園 - 地理院地図
- 世界谷地原生花園 - Google マップ

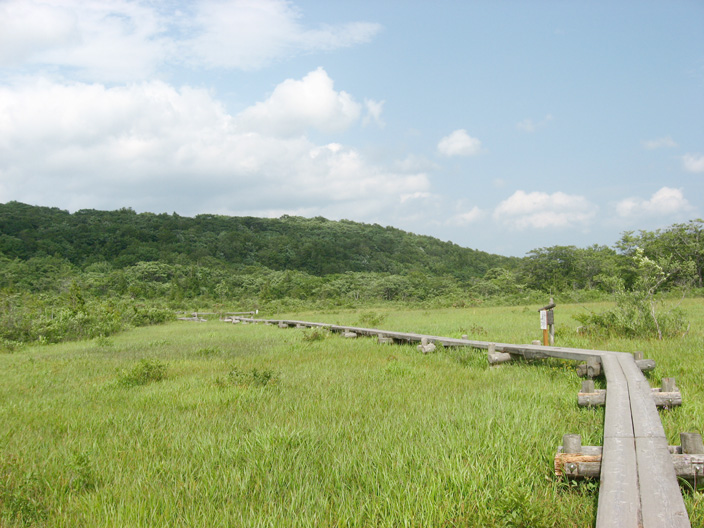
栗駒国定公園 世界谷地原生花園

世界谷地原生花園（せかいやちげんせいかえん）は、宮城県の栗駒山南麓にある大湿原地帯。ニッコウキスゲ、ワタスゲを始めとする高山植物の群生地でもある。

## 概要
世界谷地とは広い湿原という意味であり「尾瀬に並ぶ」といわれる程、東北随一かつ日本有数の湿原の一つ。上・中・下の3段に分かれて広がる4つのグループ、大小8つの湿原からなり、その間を幅50メートル級のブナの原生林が生い茂っている。東京ドーム3個分の広さをもつ広大な湿原地帯では5月上旬からのミズバショウ、6月上旬からのワタスゲ、そして6月中旬からはニッコウキスゲなどの高山植物が美しく咲き誇る。栗原市の花に制定された「ニッコウキスゲ」の大群生は全国的にも有名で、湿地はオレンジ色に染まる。
道の大部分は木道であり、スタート地点となる駐車場からは世界谷地第一湿原、世界谷地第二湿原、大地森、虚空蔵山、栗駒山の順番に道が続く。
比較的花が多いのが第一湿原、樹木が茂るのが第二湿原であり、専用駐車場から徒歩15分で行ける立地条件も特徴。

## 交通・アクセス
車以外には難しく、冬期は降雪・路面凍結のため閉園する。
住所
- 宮城県栗原市栗駒沼倉耕英南163

駐車場
- 普通駐車場：60台程度
- 大型バス駐車場：10台程度

マイカー利用時
- 東北自動車道若柳金成ICから車で50分
- 東北自動車道築館ICから車で55分

公共交通機関利用時
- JRくりこま高原駅からタクシーorレンタカーで55分